# レザーフェティシズム

レザー・プライド・フラッグ

レザーフェティシズムは、動物の革（牛、羊、カンガルー、豚、馬など）、人造皮革などの光沢感や臭い等に性的興奮を感じるフェティシズムである。革で出来ている物すべてにこれが当てはまる人もいれば、オートバイを運転する時に装着する革ツナギや革ジャン、革グローブなどに限定する人もいる。

## 概説
このフェチの対象は主に対人と非対人に分かれる。異性や同性が着ていたりはめていたりしている事に性的興奮を持ったり、革でできたレーシングスーツや革グローブなどの革製品だけに性的興奮を持つ事。この2つである。
特にオートバイが好きな人に多いらしい。運転免許を持っている者や免許を持っていなくても革製品のオートバイ用品に興味を持つ者もいる。特に10代後半から40代後半までの男性に多く約90%の割合である。残りの10%は女性である。
同性間や男女の性交時に着用する者もいる。アメリカの動画サイトではこれらのフェチの者が自慰や性交を行っている動画がアップロードされている。日本ではフェチの掲示板も多数存在している。